# Inami, Hyōgo
Inami (japanska: 稲美町?, Inami-chō) är en landskommun (köping) i Hyōgo prefektur i Japan.  
Inami ligger cirka 25 kilometer nordväst om centrala Kobe.